# Boris Zloković
Boris Zloković (Kotor, 16. ožujka 1983.), crnogorski vaterpolist, od sezone 2012./13. igrač srbijanskog kragujevačkog Radničkog (prije talijanskog Pro Recca). Visok je 197 cm i ima masu 100 kg.